# Clavelina coerulea
Clavelina coerulea is een zakpijpensoort uit de familie van de Clavelinidae. De wetenschappelijke naam van de soort is voor het eerst geldig gepubliceerd in 1934 door Oka.